# Creston (Nebraska)
Creston è un comune degli Stati Uniti d'America, situato nello Stato del Nebraska, nella contea di Platte.